# Fusilirski polk »Großdeutschland«
Fusilirski polk »Großdeutschland« (izvirno nemško Füsilier-Regiment Großdeutschland) je bil fusilirski polk v sestavi redne nemške kopenske vojske med drugo svetovno vojno.

## Zgodovina
Polk je bil ustanovljen 1. oktobra 1942 z reorganizacijo 2. pehotnega polka »Großdeutschland« in dodeljen pehotni diviziji »Großdeutschland«. 
Novembra 1944 je bil 1. bataljon polka reorganiziran v tankovskogrenadirski bataljon in bil 20. decembra 1944 izločen iz sestave tankovskega korpusa »Großdeutschland«; dotedanji 3. bataljon je postal novi 1. bataljon.

## Sestava

#### konec 1942
- štab
- 1. bataljon

- štab
- 1. - 5. četa

- 2. bataljon

- štab
- 6. - 10. četa

- 3. bataljon

- štab
- 11. - 15. četa

- 4. bataljon

- štab
- 16. - 18. četa

#### julij 1944
- štab/prištabna četa
- 1. bataljon (SPW)

- štab
- 1. - 4. četa
- oskrbovalna četa

- 2. bataljon (mot)

- štab
- 5. - 8. četa
- težka četa
- preskrbovalna četa

- 3. bataljon (mot)

- štab
- 9. - 12. četa
- FLAK četa
- oskrbovalna četa

- 13. (IG) četa (SFL)
- 14. pionirska četa (mot)
- 15. tankovskolovska četa (mot)
- 16. FLAK četa (SFL)